# Beatriz Méndez de Vigo
Beatriz Méndez de Vigo y Montojo (Madrid, el 20 de agosto de 1958) es una funcionaria de inteligencia española del Centro Nacional de Inteligencia, jefa de la delegación en Pekín.

## Biografía
Nacida en el seno de una familia aristocrática, es hija de Íñigo Méndez de Vigo y del Arco y de Paloma Montojo y de Icaza, condesa de Areny, siendo la segunda de tres hermanos. Su hermano mayor es el exministro de Educación, Cultura y Deporte Íñigo Méndez de Vigo y Montojo, barón de Claret.
Se formó en un colegio alemán de Madrid. Se graduó en Derecho por la Universidad Complutense de Madrid porque ofrecía muchas posibilidades, sin tener decidido hacia dónde iría su futuro. Sólo sabía que quería trabajar y ser una mujer independiente. Siempre admiró a las personas que, desde niñas, sabían a qué profesión querían dedicarse y que incluso organizaban sus vidas en función de ese sueño.

### Trayectoria profesional
Jurista, a los veinticuatro años fue una de las primeras mujeres que se alistaron en el Centro Superior de Información de la Defensa (CESID), en la primera promoción de 1983. Contaba con la ventaja de dominar el inglés y alemán. Su primer destino fue en el servicio exterior de CESID, apostando por el espionaje en el exterior, analizando lo que ocurría en el área del Pacto de Varsovia. Recuerda haber vivido con emoción la caída del Muro de Berlín. En pocos años se convirtió en una experta sobre la República Democrática Alemana, y tras la caída del telón de acero, fue destinada al departamento de relaciones internacionales llegando a ser, en 2002, jefa del departamento. Posteriormente, en 2004, fue destinada a contrainteligencia, en un puesto de menor rango. Se encargaba del control de los agentes rusos y de otras repúblicas de la ex URSS en España. Después de veinte años, empezó a pisar la calle en su nueva versión de agente de campo.
En  2011 era representante del CNI ante los servicios de inteligencia alemana, en Berlín. Entre los años 2012 y 2017, estaba centrada en inteligencia económica, ciberseguridad y yihadismo, como secretaria general del CNI. Dejó este cargo en 2017. Ese mismo año se trasladó a la embajada española en Pekín, como delegada del servicio de información español ante el espionaje chino, centrándose principalmente en la actividad tecnológica y económica.

## Premios y reconocimientos
- Cruz del Mérito Militar con distintivo blanco (2019).[18]